# Ukrajinské velvyslanectví v Praze
Ukrajinské velvyslanectví v Praze je diplomatická mise Ukrajiny v Česku.

## Dějiny
Ukrajina vyhlásila nezávislost 24. srpna 1991, což bylo později schváleno v referendu 1. prosince 1991. Československo ji uznalo 8. prosince téhož roku. Diplomatické styky mezi Československem a Ukrajinou byly navázány 30. ledna 1992. 
Po rozpadu Československa Ukrajina dne 1. ledna 1993 uznala a znovu navázala diplomatické styky s Českou republikou i Slovenskem.
Ukrajina otevřela honorární konzulát v Brně.

## Aktivity velvyslanectví
Velvyslanectví prosazuje rozvoj dobrých sousedských vztahů mezi Ukrajinou a Českem na všech úrovních k zajištění harmonického rozvoje vzájemných vztahů a spolupráce v otázkách společného zájmu.
Mezi priority ambasády patří také péče o četná ukrajinská pohřebiště v České republice. Ministerstvo zahraničních věcí Ukrajiny během let 2017 až 2019 zaplatilo pronájem na dalších 10 let a opravilo 36 pamětních míst.
Velvyslanectví Ukrajiny v Česku vydalo prohlášení odsuzující protiukrajinské výroky bývalého českého prezidenta Václava Klause a jeho podporu kremelské propagandy.

## Ukrajinští velvyslanci
1. Maksym Slavynskyj (1919)
2. Mychajlo Levyckyj (1921–⁠1923)
3. Roman Lubkivskyj (1992–⁠1995)
4. Andrij Ozadovskyj (1995–⁠1999)[6]
5. Serhij Ustyč (1999–⁠2004)[7]
6. Ivan Kuleba (2004–⁠2009)[8]
7. Ivan Hrycak (2009–⁠2012)[9]
8. Borys Zajčuk (2012–⁠2016)[10]
9. Jevhen Perebyjnis (2017–2022⁠)[11]

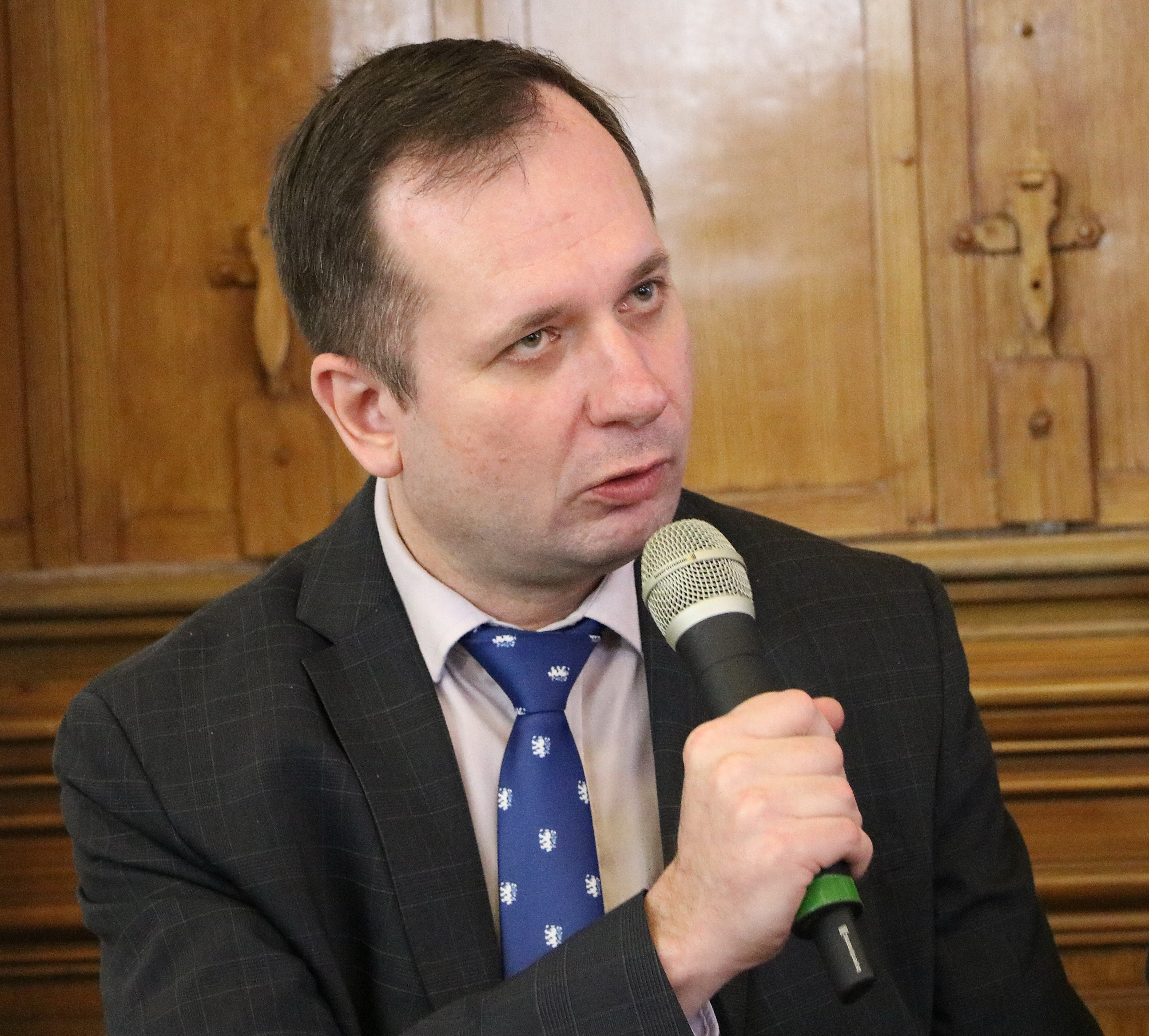
Vitalij Usatyj, chargé d’affaires, a.i., velvyslanectví Ukrajiny v České republice (2023)

10. Vitalij Usatyj (chargé d’affaires, 2022–2024)[12]
11. Vasyl Zvaryč (od r. 2024)[13]